# 阳信站
阳信站，位于中华人民共和国山东省滨州市阳信县河流镇，是德大铁路上的火车站。
车站于2015年9月28日启用营运。现办理客货运业务，客运方面自2024年4月10日起降级为旅客乘降所。